# Bobby Smith (calciatore)
Robert Alfred Smith, detto Bobby (Lingdale, 22 febbraio 1933 – Enfield, 18 settembre 2010), è stato un calciatore inglese, di ruolo attaccante.

## Carriera
Fu capocannoniere della massima serie inglese nel 1958, anno in cui ricevette anche la convocazione per i Mondiali di Svezia (durante i quali non ebbe occasione di scendere in campo). Vinse un campionato inglese nel 1961, 2 FA Cup nel 1961 e nel 1962 ed una Coppa delle Coppe nel 1963.

## Statistiche

### Cronologia presenze e reti in nazionale
| Cronologia completa delle presenze e delle reti in nazionale ― Inghilterra | Cronologia completa delle presenze e delle reti in nazionale ― Inghilterra | Cronologia completa delle presenze e delle reti in nazionale ― Inghilterra | Cronologia completa delle presenze e delle reti in nazionale ― Inghilterra | Cronologia completa delle presenze e delle reti in nazionale ― Inghilterra | Cronologia completa delle presenze e delle reti in nazionale ― Inghilterra | Cronologia completa delle presenze e delle reti in nazionale ― Inghilterra | Cronologia completa delle presenze e delle reti in nazionale ― Inghilterra |
| Data                                                                       | Città                                                                      | In casa                                                                    | Risultato                                                                  | Ospiti                                                                     | Competizione                                                               | Reti                                                                       | Note                                                                       |
| -------------------------------------------------------------------------- | -------------------------------------------------------------------------- | -------------------------------------------------------------------------- | -------------------------------------------------------------------------- | -------------------------------------------------------------------------- | -------------------------------------------------------------------------- | -------------------------------------------------------------------------- | -------------------------------------------------------------------------- |
| 8-10-1960                                                                  | Belfast                                                                    | Irlanda del Nord                                                           | 2 – 5                                                                      | Inghilterra                                                                | Torneo Interbritannico 1960                                                | 1                                                                          |                                                                            |
| 19-10-1960                                                                 | Lussemburgo                                                                | Lussemburgo                                                                | 0 – 9                                                                      | Inghilterra                                                                | Qual. Mondiali 1962                                                        | 2                                                                          |                                                                            |
| 26-10-1960                                                                 | Londra                                                                     | Inghilterra                                                                | 4 – 2                                                                      | Spagna                                                                     | Amichevole                                                                 | 2                                                                          |                                                                            |
| 23-11-1960                                                                 | Londra                                                                     | Inghilterra                                                                | 5 – 1                                                                      | Galles                                                                     | Torneo Interbritannico 1960                                                | 1                                                                          |                                                                            |
| 15-4-1961                                                                  | Londra                                                                     | Inghilterra                                                                | 9 – 3                                                                      | Scozia                                                                     | Torneo Interbritannico 1960                                                | 2                                                                          |                                                                            |
| 21-5-1961                                                                  | Oeiras                                                                     | Portogallo                                                                 | 1 – 1                                                                      | Inghilterra                                                                | Qual. Mondiali 1962                                                        | -                                                                          |                                                                            |
| 14-4-1962                                                                  | Glasgow                                                                    | Scozia                                                                     | 2 – 0                                                                      | Inghilterra                                                                | Torneo Interbritannico 1961                                                | -                                                                          |                                                                            |
| 27-2-1963                                                                  | Parigi                                                                     | Francia                                                                    | 5 – 2                                                                      | Inghilterra                                                                | Qual. Euro 1964                                                            | 1                                                                          |                                                                            |
| 6-4-1963                                                                   | Londra                                                                     | Inghilterra                                                                | 1 – 2                                                                      | Scozia                                                                     | Torneo Interbritannico 1962                                                | -                                                                          |                                                                            |
| 8-5-1963                                                                   | Londra                                                                     | Inghilterra                                                                | 1 – 1                                                                      | Brasile                                                                    | Amichevole                                                                 | -                                                                          |                                                                            |
| 29-5-1963                                                                  | Bratislava                                                                 | Cecoslovacchia                                                             | 2 – 4                                                                      | Inghilterra                                                                | Amichevole                                                                 | 1                                                                          |                                                                            |
| 2-6-1963                                                                   | Lipsia                                                                     | Germania Est                                                               | 1 – 2                                                                      | Inghilterra                                                                | Amichevole                                                                 | -                                                                          |                                                                            |
| 12-10-1963                                                                 | Cardiff                                                                    | Galles                                                                     | 0 – 4                                                                      | Inghilterra                                                                | Torneo Interbritannico 1963                                                | 2                                                                          |                                                                            |
| Totale                                                                     |                                                                            | Presenze                                                                   | 15                                                                         |                                                                            | Reti                                                                       | 13                                                                         |                                                                            |

## Palmarès

### Competizioni nazionali
- Campionato inglese: 2

Chelsea: 1954-1955
Tottenham: 1960-1961
- Coppa d'Inghilterra: 2

Tottenham: 1960-61, 1961-1962
- Charity Shield: 2

Tottenham: 1961, 1962
- Football League Two: 1

Brighton & Hove: 1964-1965

### Competizioni internazionali
- Coppa delle Coppe: 1

Tottenham: 1962-1963